# Associazione Calcio Vado 1937-1938
Questa voce raccoglie le informazioni riguardanti l'Associazione Calcio Vado nelle competizioni ufficiali della stagione 1937-1938.

## Rosa
| N. |                   | Ruolo | Calciatore          |
| -- | ----------------- | ----- | ------------------- |
|    | Italia (bandiera) | A     | Giovanni Aprile     |
|    | Italia (bandiera) | P     | Francesco Arrigo    |
|    | Italia (bandiera) | A     | Angelo Bacigalupo   |
|    | Italia (bandiera) | C     | Pierino Bacigalupo  |
|    | Italia (bandiera) | C     | Ciro Bartoli        |
|    | Italia (bandiera) | C     | Eraldo Bartoli      |
|    | Italia (bandiera) | A     | Francesco Casaccia  |
|    | Italia (bandiera) | P     | Giuseppe Chittolina |
|    | Italia (bandiera) | A     | Giuseppe Francia    |
|    | Italia (bandiera) | D     | Giuseppe Frumento   |

| N. |                   | Ruolo | Calciatore          |
| -- | ----------------- | ----- | ------------------- |
|    | Italia (bandiera) | A     | Dante Gambetta      |
|    | Italia (bandiera) | D     | Guglielmo Giavarini |
|    | Italia (bandiera) | D     | Carlo Motto         |
|    | Italia (bandiera) | D     | Giovanni Magnano    |
|    | Italia (bandiera) | C     | Flavio Oliva        |
|    | Italia (bandiera) | D     | Vittorio Pollaro    |
|    | Italia (bandiera) | D     | Ugo Poli            |
|    | Italia (bandiera) | C     | Emanuele Siccardi   |
|    | Italia (bandiera) | C     | Carlo Tassara       |
|    | Italia (bandiera) | A     | Amedeo Tomei        |